# Корнакијано (Терамо)
Корнакијано (итал. Cornacchiano) је насеље у Италији у округу Терамо, региону Абруцо.
Према процени из 2011. у насељу је живело 77 становника. Насеље се налази на надморској висини од 527 м.